# Kabát 2003–2004
Kabát 2003–2004 je videozáznam české rockové skupiny Kabát. Byl vydán jako 2DVD ve vydavatelství EMI/Monitor v roce 2004. Natočen byl během Turné 2003 (disk 1) a turné Dole v dole 2004 (disk 2). Na prvním disku se jako bonus nachází dokument o turné Dole v dole.

## Seznam skladeb

### Disk 1 (2003)
1. Dole v dole
2. V pekle sudy válej
3. Mám obě ruce levý
4. Balada o špinavejch fuseklích
5. Wonder
6. Pohromy
7. Go satane Go
8. Opilci v dějinách
9. Porcelánový prasata
10. Bára
11. Všechno bude jako dřív
12. Starej bar
13. Žízeň

### Disk 2 (2004)
1. Bahno
2. V pekle sudy válej
3. Bruce Willis
4. Cirkusovej stan
5. Bum bum tequila
6. Kalamity Jane
7. Jednou nás to zabije
8. Dávám ti jeden den
9. Stará Lou
10. Lady Lane
11. Elvis
12. Shořel náš dům
13. Šaman
14. Go satane go
15. Starej bar
16. Frau Vogelrauch
17. Pohoda
18. Teta
19. Colorado
20. Kdo si nechce hubu spálit
21. Porcelánový prasata
22. Žízeň
23. Dole v dole
24. Na sever
25. Láďa
26. Moderní děvče